# Thomas Johansson (regatista)
Thomas Johansson es un deportista sueco que compitió en vela en la clase Europe. Ganó una medalla de oro en el Campeonato Mundial de Europe de 1987.

## Palmarés internacional
| Campeonato Mundial | Campeonato Mundial      | Campeonato Mundial | Campeonato Mundial |
| Año                | Lugar                   | Medalla            | Clase              |
| ------------------ | ----------------------- | ------------------ | ------------------ |
| 1987               | Crozon-Morgat (Francia) | Medalla de oro     | Europe             |